# Zwarte knoflook

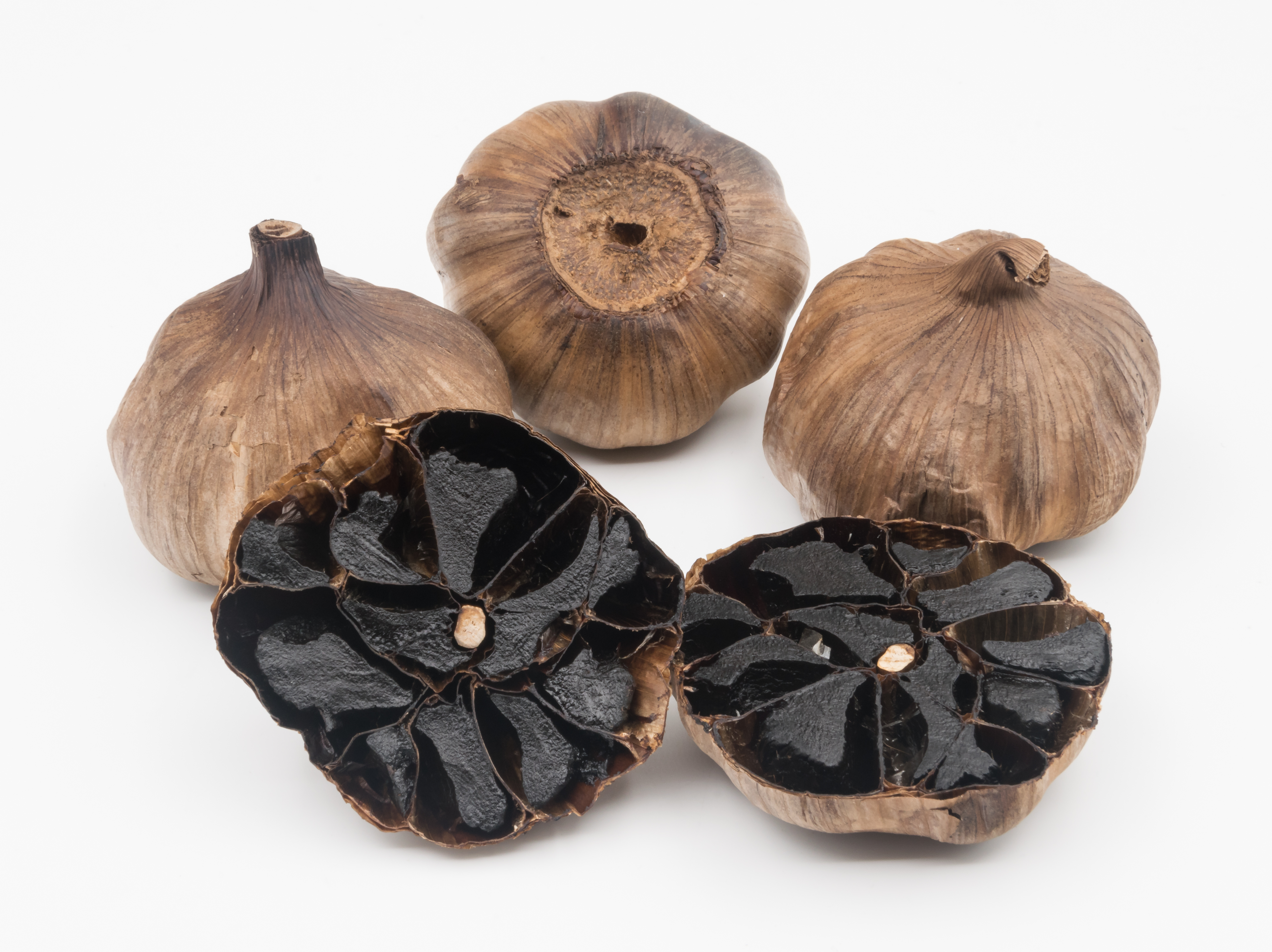
Zwarte knoflook

Zwarte knoflook (Japans: Kuro ninniku) is een ingrediënt in de Oost-Aziatische keuken, verkregen uit knoflook door een drogingsproces.
Voor de bereiding van zwarte knoflook wordt gewone knoflook in zijn geheel onderworpen aan een wekenlang drogingsproces in verschillende fases op temperaturen tussen 60 en 85° C. Bij de hierdoor opgewekte maillardreactie verliezen de looktenen ongeveer 50% van hun gewicht en karameliseren ze tot een zwarte kleur. Zwarte knoflook kan tot een jaar op lage temperatuur worden bewaard.
Zwarte knoflook heeft een kleur als donkere chocolade, een zachte textuur en smaak tussen zoet en umami. In de keuken wordt het zowel gebruikt bij de bereiding van zoete als zoute gerechten. Aan zwarte knoflook worden ook medicinale eigenschappen toegeschreven en het product wordt ook verwerkt in tabletten.